# Anne-Louise Trividic
Pour les articles homonymes, voir Trividic.
Anne-Louise Trividic est une scénariste française née le 17 mars 1962.

## Biographie
Après un DEA de littérature anglaise et cinq années d’enseignement, Anne-Louise Trividic se consacre totalement à l’écriture de scénarios. Elle écrit avec Pascale Ferran L'Âge des possibles, un téléfilm Arte, premier volet d’une série qui met en scène les élèves du Théâtre national de Strasbourg.
Elle coécrit ensuite avec Pierre Trividic un programme pour France 3 dans le cadre de la collection Un Siècle d’Écrivains consacré à Howard Phillips Lovecraft.
Puis c’est le début de son travail avec Patrice Chéreau. Elle coécrit le scénario d'Intimité (Intimacy) une adaptation de textes de l’écrivain anglo-pakistanais Hanif Kureishi. Le film est tourné à Londres, en langue anglaise. À sa sortie en 2001, le film est récompensé à la Berlinale où il obtient l'Ours d'or et l'Ours d'argent de la Meilleure Actrice pour Kerry Fox et le Prix de l'Ange Bleu. Le film obtient la même année le Prix Louis-Delluc. 
Anne-Louise Trividic travaille ensuite avec Tonie Marshall, sur Au plus près du paradis, un film avec Catherine Deneuve et William Hurt dans les rôles principaux.
Puis en 2003, elle travaille à nouveau aux côtés de Patrice Chéreau. Son frère au départ un téléfilm Arte, qui sort ensuite en salles la même année. Son interprétation dans Son frère offre à Bruno Todeschini une nomination au César du Meilleur Acteur dans un Premier Rôle.
L'année suivante, l'adaptation d'une nouvelle de Joseph Conrad donne naissance à Gabrielle de Patrice Chéreau, avec Isabelle Huppert et Pascal Greggory.
En 2006, Anne-Louise Trividic écrit le scénario de La pluie des prunes, un téléfilm Arte, première réalisation du metteur en scène de théâtre Frédéric Fisbach. 
En 2007, elle participe, comme dialoguiste, au téléfilm en deux parties produit par Canal+, d’après un scénario de Jacques Maillot et réalisé par Lucas Belvaux, sur l’affaire Elf : Les Prédateurs.
Elle est membre du Collectif 50/50 qui a pour but de promouvoir l’égalité des femmes et des hommes et la diversité sexuelle et de genre dans le cinéma et l’audiovisuel,.

## Filmographie

### Cinéma
- 1995 : L'Âge des possibles de Pascale Ferran
- 2001 : Intimité (Intimacy) de Patrice Chéreau
- 2002 : Au plus près du paradis de Tonie Marshall
- 2003 : Son frère de Patrice Chéreau
- 2004 : L'Ennemi naturel de Pierre Erwan Guillaume
- 2004 : Gabrielle de Patrice Chéreau
- 2009 : Persécution de Patrice Chéreau
- 2011 : Le Moine de Dominik Moll
- 2022 : Ma nuit d'Antoinette Boulat
- prévu pour 2024 : Rembrandt de Pierre Schoeller

### Télévision
- 1999 : Le cas Howard Phillips Lovecraft (documentaire diffusé dans l'émission Un siècle d'écrivains présentée par Bernard Rapp sur France 3) de Pierre Trividic et Patrick Mario Bernard
- 2006 : La Pluie des prunes de Frédéric Fisbach (Arte)
- 2007 : Les Prédateurs (série en deux épisodes pour Canal+) de Lucas Belvaux
- 2019 : Thanksgiving (mini-série d'Arte) de Nicolas Saada